# Le Tatouage
Pour les articles homonymes, voir Tatouage (homonymie).
Le Tatouage (刺青) est une nouvelle de Jun'ichirō Tanizaki, publiée en novembre 1910 dans la revue Shinshichō (新思潮). Cette nouvelle marque les débuts littéraires de Tanizaki alors âgé de 24 ans. Cette nouvelle a été adaptée par Yasuzō Masumura pour le film Tatouage sorti en 1966.

## Résumé
Seikichi, tatoueur du vieil Edo, est arrivé au sommet de son art, il cherche la jeune fille parfaite sur le corps de laquelle il pourra graver son ultime chef-d'œuvre. Cette jeune fille sera Satsuko, une jeune geisha, sur le dos de laquelle il va tatouer, après l'avoir droguée à son insu, une énorme araignée. Ce tatouage sera pour la jeune femme la révélation de son pouvoir maléfique sur les hommes.
Certaines œuvres de l'artiste japonais Tsukioka, 1839-1892, figurent la douleur d'une geisha de la période Kansei pendant une séance de tatouage. 

## Thèmes
Cette brève nouvelle contient déjà les fantasmes de Tanizaki : la blancheur, la fascination érotique du pied, la femme fatale.

## Édition française
- Le Tatouage, trad. Serge Elisséev dans Neufs nouvelles japonaises, G. Van West, 1924 (rééditions Le Calligraphie-Picquier 1984 et Éditions Philippe Picquier, 2000).
- Le Tatouage dans Œuvres, vol. 1 (1910-1936), Paris, Gallimard, coll. « Bibliothèque de la Pléiade », 1997
- Le Tatouage dans Le Tatouage et autres récits, Paris, Sillage, juin 2010  (ISBN 978-2-916266-67-1)